# Eric Kot
Eric Kot Man Fai (30 de diciembre de 1966, Hong Kong), es un actor, cantante, rapero de hip hop y comediante chino. Estudió en California, Estados Unidos y es el más joven de tres hermanos. También se lo conoce por sus fanes el clowny, por su voz alta.
Formó parte de un dúo de rap con el DJ Jan Lamb, conocido como "Softhard" (软硬 天师) en la década de 1980.

## Filmografía
| Año  | Título                                                         | Título en chino                | Personaje                                  |
| ---- | -------------------------------------------------------------- | ------------------------------ | ------------------------------------------ |
| 1990 | Brief Encounter in Shinjuku                                    | 錯在新宿                       | "Deliver boy"                              |
| 1990 | A Tale from the East                                           | 漫畫奇俠                       | "Electrician"                              |
| 1990 | To Spy with Love!!                                             | 小心間諜                       | "Soft Fujiyama"                            |
| 1991 | The Banquet                                                    | 豪門夜宴                       | "English Teacher"                          |
| 1992 | Justice, My Foot!                                              | 審死官                         | "Assassin in drag"                         |
| 1993 | City Hunter                                                    | 城市獵人                       | "DJ Hard"                                  |
| 1994 | Oh! My Three Guys                                              | 三個相愛的少年                 | "Kau Ku Leung"                             |
| 1994 | 1994                                                           | 仙人掌                         | "Leung"                                    |
| 1994 | The New Age of Living Together                                 | 新同居時代                     | "Gay Lo"                                   |
| 1995 | The Saint of Gamblers                                          | 賭聖2街頭賭聖                  | "God Bless You"                            |
| 1995 | Tricky Business                                                | 整蠱王                         | "Lau Huet"                                 |
| 1995 | Super Mischieves                                               | 無敵反斗星                     | "Gumm"                                     |
| 1995 | The World of Treasure                                          | 富貴人間                       | "Chu Fat"                                  |
| 1995 | Mean Street Story                                              | 廟街故事                       | "Crab"                                     |
| 1995 | Love in the Time of Twilight                                   | 花月佳期                       | "Little Shrimp"                            |
| 1995 | Out of the Blue                                                | 天空小說                       |                                            |
| 1995 | Jacky Cheung's Music Special Edition: Los Angeles of Love 1995 | 張學友音樂特輯之洛杉磯戀曲1995 |                                            |
| 1996 | Blind Romance                                                  | 偷偷愛你                       | "Yim Sai Chung"                            |
| 1996 | Feel 100%                                                      | 百分百感覺                     | "Hui Lok"                                  |
| 1996 | Feel 100%, Once More                                           | 百分百岩Feel                   | "Monster"                                  |
| 1996 | Bodyguards of Last Governor                                    | 港督最後一個保鑣               | "Lugo"                                     |
| 1996 | 4 Faces of Eve                                                 | 4面夏娃                        | "Chan Giu's husband" Director Editor       |
| 1997 | He Comes from Planet K                                         | 戇星先生                       | "PK"                                       |
| 1997 | A Chinese Ghost Story: The Tsui Hark Animation                 | 小倩                           | "Siu Fong" (voice)                         |
| 1997 | Ah Fai, the Dumb                                               | 天才與白痴                     | "Fai"                                      |
| 1997 | L - O - V - E ..... LOVE                                       | 超級無敵追女仔                 | "Dick"                                     |
| 1997 | Love, Amoeba Style                                             | 愛情Amoeba                     | "Yam Chi Long"                             |
| 1997 | First Love: The Litter on the Breeze                           | 初纏戀后的二人世界             | "Supporting role" Director                 |
| 1997 | Lawyer, Lawyer                                                 | 算死草                         | "Ho Foon"                                  |
| 1998 | Tricky King                                                    | 超級整蠱霸王                   | "Ohmygod"                                  |
| 1998 | The Lucky Guy                                                  | 行運一條龍                     | "Fuk"                                      |
| 1999 | Gorgeous                                                       | 玻璃樽                         | "Man at pier"                              |
| 1999 | Afraid of Nothing, the Jobless King                            | 失業皇帝                       | "Brother Jing"                             |
| 1999 | Fly Me to Polaris                                              | 星願                           | "Angel"                                    |
| 2000 | Dragon Heat                                                    | 龍火                           | "Supporting role" Director Producer Writer |
| 2000 | Gen-Y Cops                                                     | 特警新人類2                    | "Dr. Lai Shung Fung"                       |
| 2000 | Sausalito                                                      | 一見鍾情                       | "Bob"                                      |
| 2000 | Juliet in Love                                                 | 朱麗葉與梁山伯                 | "Master Fong"                              |
| 2001 | You Shoot, I Shoot                                             | 買兇拍人                       | "Bart"                                     |
| 2001 | Feel 100% II                                                   | 百分百感覺2                    | "Sunshine"                                 |
| 2001 | Everyday Is Valentine                                          | 情迷大話王                     | "Mr. Piggy Chu"                            |
| 2003 | July Rhapsody                                                  | 男人四十                       | "Wong Yui"                                 |
| 2003 | Chinese Odyssey 2002                                           | 天下無雙                       |                                            |
| 2003 | Just One Look                                                  | 一碌蔗                         | "Master Kok Pow"                           |
| 2003 | If U Care ...                                                  | 賤精先生                       | "Biggie"                                   |
| 2003 | The Spy Dad                                                    | 絕種鐵金剛                     | "Dr. Donno"                                |
| 2003 | Men Suddenly in Black                                          | 大丈夫                         | "Man in lift"                              |
| 2003 | Dream & Desire                                                 | 愛火花                         | "Jesus"                                    |
| 2003 | Sound of Color                                                 | 地下鐵                         | "Sing"                                     |
| 2003 | Honesty                                                        | 絕種好男人                     | "Romeo"                                    |
| 2004 | Butterfly                                                      | 蝴蝶                           | "Ming"                                     |
| 2004 | A-1                                                            | A-1頭條                        | "Ma Chai"                                  |
| 2004 | Elixir of Love                                                 | 花好月圓                       | "Fishy"                                    |
| 2004 | Fantasia                                                       | 鬼馬狂想曲                     | "Muo Street Cleaner"                       |
| 2005 | AV                                                             | AV                             | "Loans Officer"                            |
| 2005 | August Story                                                   | 八月的故事                     |                                            |
| 2006 | Heavenly Mission                                               | 天行者                         | "CL Hui"                                   |
| 2006 | Bet to Basics                                                  | 打雀英雄傳                     | "Scott"                                    |
| 2006 | Half Twin                                                      | 半邊靈                         | "Ching Kwok Wing"                          |
| 2006 | Cocktail                                                       | 半醉人間                       | "Vincent"                                  |
| 2006 | Feel It Say It ...                                             | 談談情、說說性                 | "Dr. Zmong Heung"                          |
| 2007 | Super Fans                                                     | 甜心粉絲王                     | "Sochaux" Director                         |
| 2010 | Perfect Wedding                                                | 抱抱俏佳人                     | "Joe"                                      |

### TV Dramas
| Año  | Título                               | Título en chimo | Personaje      | Canal                |
| ---- | ------------------------------------ | --------------- | -------------- | -------------------- |
| 2001 | Thank You Grandpa                    | 祖先開眼        | "Leslie"       | - ATV                |
| 2002 | The Monkey King: Quest for the Sutra | 齊天大聖孫悟空  | "Chu Pat Kwai" | - TVB                |
| 2007 | Tutor Queen                          | 補習天后        | "Morris"       | - Cable TV Hong Kong |

## Premios y nominaciones
- Hong Kong Film Awards

- Nominación Mejor Actor de Reparto para la nueva era de la convivencia
- Nominación Mejor Actor de Oh! Mis Tres hombres
- Nominación Mejor Actor de Reparto para el amor en los tiempos de Crepúsculo

(1 nominación al Mejor Actor, Mejor Actor 2 Apoyo nominaciones)
- Premios Caballo de Oro

- Nominación Mejor Actor de Reparto por A-1

(1 Nominación Mejor Actor de Reparto)